# Maksym Kwitczenko
Maksym Wałerijowycz Kwitczenko, ukr. Максим Валерійович Квітченко, ros. Максим Валерьевич Квитченко – Maksim Walerjewicz Kwitczenko (ur. 13 marca 1990 w Kijowie, Ukraińska SRR) – ukraińsko-rosyjski hokeista, reprezentant Ukrainy.

## Kariera
- Sokił 2 Kijów (wychowanek)
- Chimik 2 Woskriesiensk (2007-2009)
- Fieniks Woskriesiensk (2009)
- MHK Chimik Woskriesiensk (2009-2012)
- Donbas Donieck (2012-2014)
  -  Donbas 2 Donieck (2013)
- Jużnyj Urał Orsk (2014)
- HK Riazań (2014-2015)
- Toros Nieftiekamsk (2015-2016)

Wychowanek Sokiłu Kijów. Karierę rozwijał w rosyjskim klubie Chimik z Woskriesienska, w barwach którego grał dwa sezony w rosyjskiej trzeciej lidze RHL oraz trzy sezony w juniorskich rozgrywkach MHL. W sierpniu 2012 został zawodnikiem Donbasu Donieck. W jego barwach grał przez dwa lata w rosyjskich rozgrywkach KHL edycji 2012/2013 i 2013/2014, a równolegle w drużynie rezerwowej w rodzimej lidze PHL edycji 2012/2013. W czerwcu 2014 został zawodnikiem rosyjskiego klubu Jużnyj Urał Orsk w lidze WHL. Od grudnia 2014 zawodnik HK Riazań, z którym przedłużył kontrakt w 2015. Zwolniony na początku października 2015. Od października 2015 zawodnik Torosu Nieftiekamsk.
Grał w kadrach juniorskich Ukrainy. Uczestniczył w turniejach mistrzostw świata juniorów do lat 18 w 2007, 2008 oraz mistrzostw świata juniorów do lat 20 w 2008, 2008, 2010 (wszystkie w ramach Dywizji I). Następnie został reprezentantem seniorskiej reprezentacji. W sezonie 2012/2013 brał udział kwalifikacjach na Zimowe Igrzyska Olimpijskie 2014. Uczestniczył w turniejach mistrzostw świata 2013 (Dywizja IB), 2014 (Dywizja IA).
W połowie 2015 potwierdził, iż przyjął rosyjskie obywatelstwo i nie wystąpi już w reprezentacji Ukrainy.

## Sukcesy
Reprezentacyjne
- Awans do MŚ Dywizji I Grupy A: 2013

Klubowe
- Półfinał konferencji MHL: 2011 z Chimikiem
- Złoty medal mistrzostw Ukrainy: 2013 z Donbasem Donieck 2
- Puchar Kontynentalny: 2013 z Donbasem Donieck

Indywidualne
- MHL (2010/2011):
  - Trzecie miejsce w klasyfikacji asystentów w fazie play-off: 11 asyst[9]
- MHL (2011/2012):
  - Ósme miejsce w klasyfikacji asystentów w fazie play-off: 37 asyst[10]
  - Mecz Gwiazd MHL
- Profesionalna Chokejna Liha (2012/2013):
  - Czwarte miejsce w klasyfikacji strzelców w fazie play-off: 4 gole[11]
  - Trzecie miejsce w klasyfikacji asystentów w fazie play-off: 7 asyst[12]
  - Czwarte miejsce w klasyfikacji kanadyjskiej w fazie play-off: 11 punktów[13]